# Quidhampton (Wiltshire)
Quidhampton – wieś w Anglii, w hrabstwie Wiltshire. Leży 4 km na zachód od miasta Salisbury i 129 km na zachód od Londynu.